# ویتانتونیو لیوتزی
ویتانتونیو لیوتزی (ایتالیایی: Vitantonio Liuzzi؛ زادهٔ ۶ اوت ۱۹۸۰) اتومبیل‌ران سابق فرمول ۱ اهل ایتالیا است.
وی عضو تیم‌های تیم مسابقه ردبول، اسکودریا تورو روسو و فورس ایندیا بوده است.